# Перету (комуна)
Перету (рум. Peretu) — комуна у повіті Телеорман в Румунії. До складу комуни входить єдине село Перету.
Комуна розташована на відстані 91 км на південний захід від Бухареста, 21 км на північний захід від Александрії, 106 км на схід від Крайови.

## Населення
За даними перепису населення 2002 року у комуні проживали 8062 особи, усі — румуни. Усі жителі комуни рідною мовою назвали румунську.
Склад населення комуни за віросповіданням:
| Релігія        | Кількість осіб | Відсоток |
| -------------- | -------------- | -------- |
| православні    | 6803           | 84,4%    |
| адвентисти     | 1243           | 15,4%    |
| реформати      | 4              | < 0,1%   |
| атеїсти        | 3              | < 0,1%   |
| баптисти       | 2              | < 0,1%   |
| греко-католики | 1              | < 0,1%   |